# Joachim Gottfried Danckwardt
Joachim Gottfried Danckwardt (* 7. Juni 1759 in Barth; † 4. März 1825 in Prerow) war ein deutscher evangelischer Theologe.

## Leben
Joachim Gottfried Danckwardt war der Sohn eines Barther Arztes, der 1756 in Greifswald promoviert wurde und von 1784 bis zu seinem Tode 1801 Stadtphysikus war.
Nach dem Studium der Theologie arbeitete Joachim Gottfried Danckwardt als Hauslehrer, unter anderem auch bei dem Rügener Pächter Ludwig Nikolaus Arndt (1740–1808) in Grabitz. Hier unterrichtete er 1784–1787 auch den Schriftsteller und Historiker Ernst Moritz Arndt, der Danckwardt später in seinen „Erinnerungen aus dem äußeren Leben“ (1840) und dem „Notgedrungenen Bericht aus seinem Leben“ (1847) schildert. Arndt und Danckwardt blieben lebenslang freundschaftlich verbunden.
Am 1. August 1787 wurde Danckwardt evangelischer Pfarrer in Bodstedt. Ein Jahr später heiratete er Christina Helena Friederica Möller, wohl die Tochter seines Amtsvorgängers Andreas Johann Möller.
Während der französischen Besetzung 1807 bis 1810 wurde Danckwardt durch sein beherztes Auftreten als der „Pfarrer von Bodstedt“ bekannt.
1813 ging er als evangelischer Pfarrer nach Prerow, wo er bis zu seinem Tode wirkte. Er hatte 12 Kinder, von denen zwei schon früh starben.